# Naoto Ishikawa
Naoto Ishikawa (石川 直人 Ishikawa Naoto?, nacido el 7 de noviembre de 1989 en Ibaraki) es un exfutbolista japonés. Jugaba de centrocampista y su único club fue el Mito HollyHock de Japón.

## Trayectoria

### Clubes
| Club           | País  | Año         |
| -------------- | ----- | ----------- |
| Mito HollyHock | Japón | 2008 - 2009 |